# Fügefalevél (film)
A Fügefalevél 1966-ban bemutatott fekete-fehér magyar filmszatíra, Máriássy Félix rendezésében, Bessenyei Ferenc, Sinkó László és Halász Judit főszereplésével.

## Cselekmény
Csiki B. István (polgári nevén valójában csak Barta István) fiatal szerkesztő-újságíró a kádári kor Magyarországának egyik vidéki városában, Halmazon; szókimondó stílusa révén rajongókat és bírálókat is szép számmal szerez magának.
Egy nap a városban új köztéri szobrot lepleznek le, egy zenélő férfiaktot. A szobor meztelensége többeket is meglep a város vezetőségében, amikor pedig meghallják, hogy ezt a megyétől érkezett díszvendég, Génusz is gúnyos (illetve általuk annak hitt, bár utólag kiderül, hogy Génusz által egyszerűen viccesnek szánt) megjegyzéssel illeti, Pattantyús, a helyi lap főszerkesztője úgy dönt, hogy a szerkesztőségének vitriolos cikkben kell tiltakoznia a közerkölcsöt sértő meztelenség, a "burzsoá pornográfia" botrányos megnyilvánulása ellen.
Sokan ugyanakkor védelmükbe veszik a szobrot, élükön Csiki B.-vel, akinek bátor kiállást hirdető publicisztikáját még az egyik fővárosi lap is felkarolja és leközli. Az ügy már majdnem a szakmai előrelépést és a magánéleti boldogságot is elhozza az ifjú titánnak, amikor kellemetlen meglepetésre derül fény…

## Közreműködők

### Szereplők
- Bessenyei Ferenc ... Pattantyús Antal, főszerkesztő
- Halász Judit ... Ancsa, Pattantyús lánya
- Sinkó László ... Csiki B. István, szerkesztő-újságíró
- Végvári Tamás ... Tóth Zsiga, szobrász
- Spányik Éva ... Margitka, népművelési funkcionárius a városi tanácsnál
- Körmendi János ... Katona elvtárs
- Kovács János ... Génusz elvtárs
- Bánhidi László ... Parkőr
- Kiss Manyi ... Vankovszki néni, portásnő
- Bánki Zsuzsa ... Ilonka, szerkesztőségi gépírónő
- Nagy Attila ... Lukács Géza, párttag újságíró
- Gordon Zsuzsa ...	Olga
- Békés Itala ... Tanítónő
- Szilágyi István ... Próbaidős újságíró
- Gyenge Árpád ... Cipész
- Pongrácz Imre ... Vasutas
- Siménfalvy Sándor ... Vasutas
- Andaházy Margit
- Gyimesi Pálma
- Joós László
- Keresztessy Mária
- Komlós András
- Pethes Ferenc
- Prókai István
- Ruttkai Ottó

### Alkotók
- Rendező: Máriássy Félix
- Író: Máriássy Félix
- Zene: Vincze Imre
- Operatőr: Hegyi Barnabás
- Vágó: Szécsényi Ferencné
- Látványtervező: Romvári József
- Díszlettervező: Gáti Tilda
- Jelmeztervező: D. Forgó Teréz

## Forgatási helyszín
A filmbeli Halmaz jeleneteit Cegléden vették fel. A filmben a Cegléd–Hantháza-vasútvonal egyes részletei is láthatóak.